# Усть-Коксинское сельское поселение
Усть-Коксинское се́льское поселе́ние — муниципальное образование в Усть-Коксинском муниципальном районе Республики Алтай Российской Федерации.
Административный центр — село Усть-Кокса.

## История
Статус и границы сельского поселения установлены Законом Республики Алтай от 13 января 2005 года № 10-РЗ «Об образовании муниципальных образований, наделении соответствующим статусом и установлении их границ».

## Население
| 2010  | 2011  | 2012  | 2013  | 2014  | 2015  | 2016  |
| ----- | ----- | ----- | ----- | ----- | ----- | ----- |
| 5510  | ↗5522 | ↗5525 | ↘5507 | ↘5480 | ↗5511 | ↗5596 |
| 2017  | 2018  | 2019  | 2020  | 2021  |       |       |
| ↗5628 | ↘5619 | ↘5598 | ↗5616 | ↗5836 |       |       |

## Состав сельского поселения
| № | Населённый пункт | Тип населённого пункта       | Население |
| - | ---------------- | ---------------------------- | --------- |
| 1 | Усть-Кокса       | село, административный центр | ↗4437     |
| 2 | Баштала          | село                         | ↗454      |
| 3 | Власьево         | село                         | ↘11       |
| 4 | Кастахта         | село                         | ↗137      |
| 5 | Красноярка       | посёлок                      | ↘1        |
| 6 | Курунда          | посёлок                      | ↗216      |
| 7 | Синий Яр         | село                         | →6        |
| 8 | Тюгурюк          | посёлок                      | →334      |